# Colpodium humile
Colpodium humile är en gräsart som först beskrevs av Friedrich August Marschall von Bieberstein, och fick sitt nu gällande namn av August Heinrich Rudolf Grisebach. Colpodium humile ingår i släktet Colpodium, och familjen gräs. Inga underarter finns listade i Catalogue of Life.